# مارتين تيوفيلو ديلغادو
مارتين تيوفيلو ديلغادو هو ثوري فلبيني، ولد في 11 نوفمبر 1858 في Santa Barbara, Iloilo ‏ في الفلبين، وتوفي في 12 نوفمبر 1918 في Culion ‏ في الفلبين.